# NGC 3045
NGC 3045 is een spiraalvormig sterrenstelsel in het sterrenbeeld Waterslang. Het hemelobject werd op 23 maart 1835 ontdekt door de Britse astronoom John Herschel.

## Synoniemen
- ESO 566-22
- MCG -3-25-28
- PGC 28492